# Prix Heineken

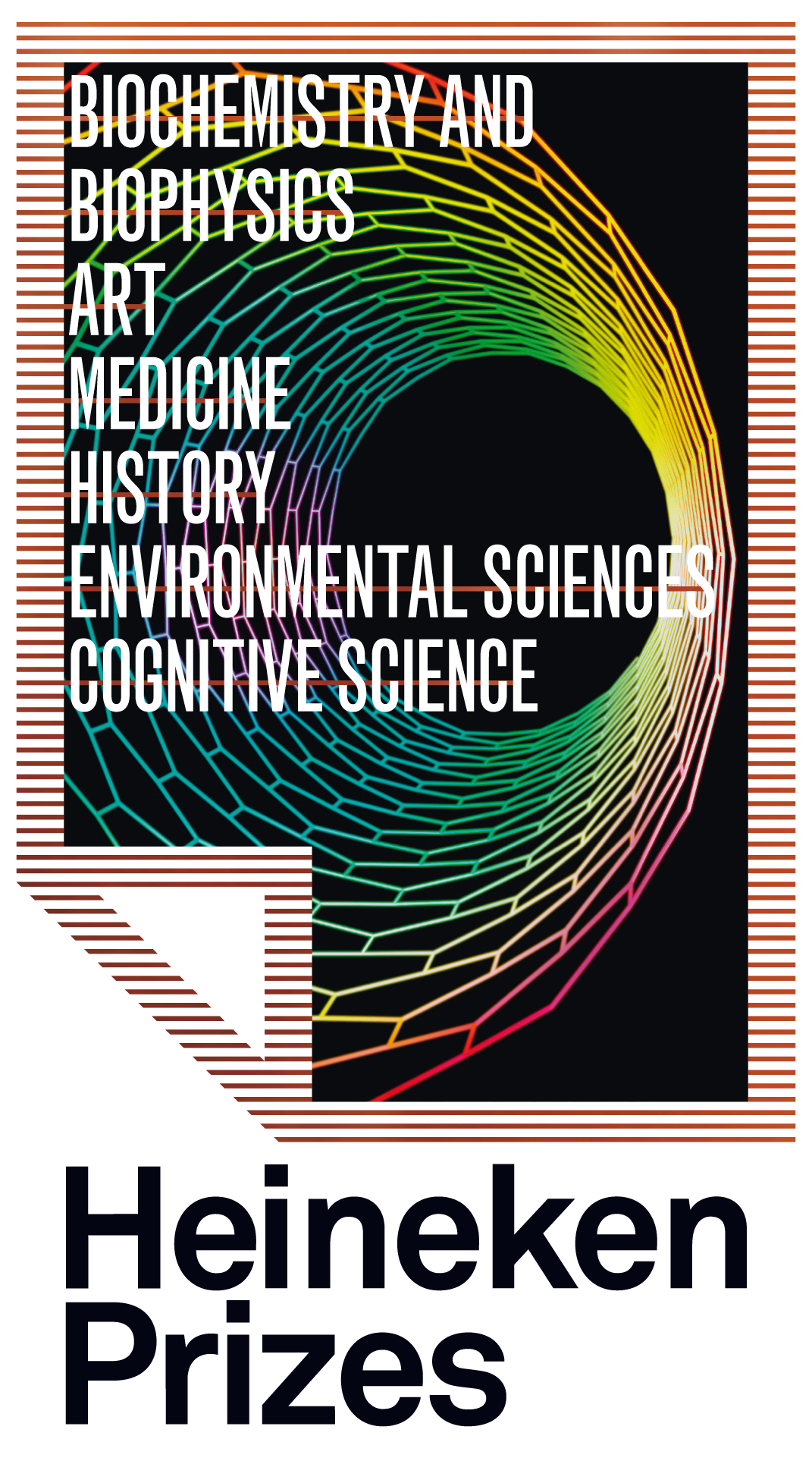
Logo des prix heineken (2016).

Les prix Heineken sont des prix décernés tous les deux ans à cinq scientifiques internationaux renommés ainsi qu'à un artiste néerlandais pour leurs grands apports à la science, l'art néerlandais et la société.
L'Académie royale des arts et des sciences des Pays-Bas sélectionne les lauréats sur base de nominations introduites par des scientifiques internationaux. Un jury indépendant sélectionne le lauréat du prix d'art.
La valeur de chaque prix est de 200 000 $. Le prix d'Art est de 50 000 €, complété par une subvention de même montant dédiée à financer un livre, une publication, ou l'organisation d'une exposition ou d'un événement. Le prix sont financés par les fondations Dr H.P. Heineken et Alfred Heineken Fondsen.

## Prix

### PrixDrH.P. Heineken de biochimie et de biophysique
- 2024 Ruedi Aebersold (en) et Matthias Mann (en)
- 2022 Carolyn Bertozzi
- 2020 Bruce Stillman
- 2018 Xiaowei Zhuang
- 2016 Jennifer Doudna
- 2014 Chris Dobson
- 2012 Titia de Lange
- 2010 Franz-Ulrich Hartl
- 2008 Jack W. Szostak
- 2006 Alec J. Jeffreys
- 2004 Andrew Z. Fire
- 2002 Roger Y. Tsien
- 2000 James E. Rothman
- 1998 Anthony J. Pawson
- 1996 Paul M. Nurse
- 1994 Michael J. Berridge
- 1992 Piet Borst (en)
- 1990 Philip Leder
- 1988 Thomas R. Cech
- 1985 Béla Julesz (1928-2003) et Werner E. Reichardt
- 1982 Charles Weissmann
- 1979 Aaron Klug
- 1976 Laurens van Deenen (de)
- 1973 Christian de Duve
- 1970 Britton Chance
- 1967 Jean L.A. Brachet
- 1964 Erwin Chargaff

### PrixDrA.H. Heineken de Médecine
- 2022 Vishva M. Dixit (en)
- 2020 Karl Deisseroth
- 2018 Peter Carmeliet
- 2016 Stephen Jackson (en)
- 2014 Kari Alitalo (en)
- 2012 Hans Clevers (en)
- 2010 Ralph Steinman
- 2008 Sir Richard Peto
- 2006 Mary-Claire King
- 2004 Elizabeth H. Blackburn
- 2002 Dennis J. Selkoe (en)
- 2000 Eric R. Kandel
- 1998 Barry J. Marshall
- 1996 David de Wied (en)
- 1994 Luc Montagnier
- 1992 Salvador Moncada
- 1990 Johannes J. van Rood (en)
- 1989 Paul C. Lauterbur

### PrixDrA.H. Heineken des sciences environnementales
- 2022 Carl Folke (en)
- 2020 Corinne Le Quéré
- 2018 Paul D. N. Hebert
- 2016 Georgina Mace
- 2014 Jaap Sinninghe Damsté (nl)
- 2012 William Laurance (en)
- 2010 David Tilman (en)
- 2008 Bert Brunekreef
- 2006 Stuart Pimm (en)
- 2004 Simon Levin (en)
- 2002 Lonnie G. Thompson
- 2000 Poul Harremoës
- 1998 Paul R. Ehrlich
- 1996 Herman A. Daly
- 1994 BirdLife International (Colin Bibby (en))
- 1992 Marko Branica
- 1990 James E. Lovelock

### PrixDrA.H. Heineken d'Histoire
- 2022 Sunil Amrith (en)
- 2018 John R. McNeill
- 2016 Judith Herrin
- 2014 Aleida Assmann
- 2012 Noel Geoffrey Parker
- 2010 Rosamond McKitterick
- 2008 Jonathan Israel
- 2006 Joel Mokyr
- 2004 Jacques Le Goff
- 2002 Heinz Schilling (en)
- 2000 Jan de Vries
- 1998 Mona Ozouf
- 1996 Heiko A. Oberman
- 1994 Peter R.L. Brown
- 1992 Herman Van der Wee
- 1990 Peter Gay

### Prix Carvalho-Heineken pour les sciences cognitives
- 2022 Kia Nobre (en)
- 2020 Robert Zatorre
- 2018 Nancy Kanwisher
- 2016 Elizabeth Spelke
- 2014 James McClelland (en)
- 2012 John Duncan (en)
- 2010 Michael Tomasello
- 2008 Stanislas Dehaene
- 2006 John R. Anderson

### Prix d'ArtDrA.H. Heineken
- 2022 Remy Jungerman (nl)
- 2020 Ansuya Blom (nl)
- 2018 Erik van Lieshout (en)
- 2016 Yvonne Dröge Wendel
- 2014 Wendelien van Oldenborgh (en)
- 2012 Peter Struycken (en)
- 2010 Mark Manders
- 2008 Barbara Visser
- 2006 Job Koelewijn (en)
- 2004 Daan van Golden (en)
- 2002 Aernout Mik
- 2000 Guido Geelen (en)
- 1998 Jan van de Pavert (en)
- 1996 Karel Martens
- 1994 Matthijs Röling (en)
- 1992 Carel Visser
- 1990 Marrie Bot (en)
- 1988 Toon Verhoef